# Валь-д’Ор
Валь-д’Ор (Val-d'Or с фр. — «Золотая долина») — город в административном регионе Абитиби — Темискаминг провинции Квебек (Канада).

## История
Золото было обнаружено в этом районе в 1923 году. Название города с французского означает «Золотая долина». 

## Украинцы в Валь-д’Ор

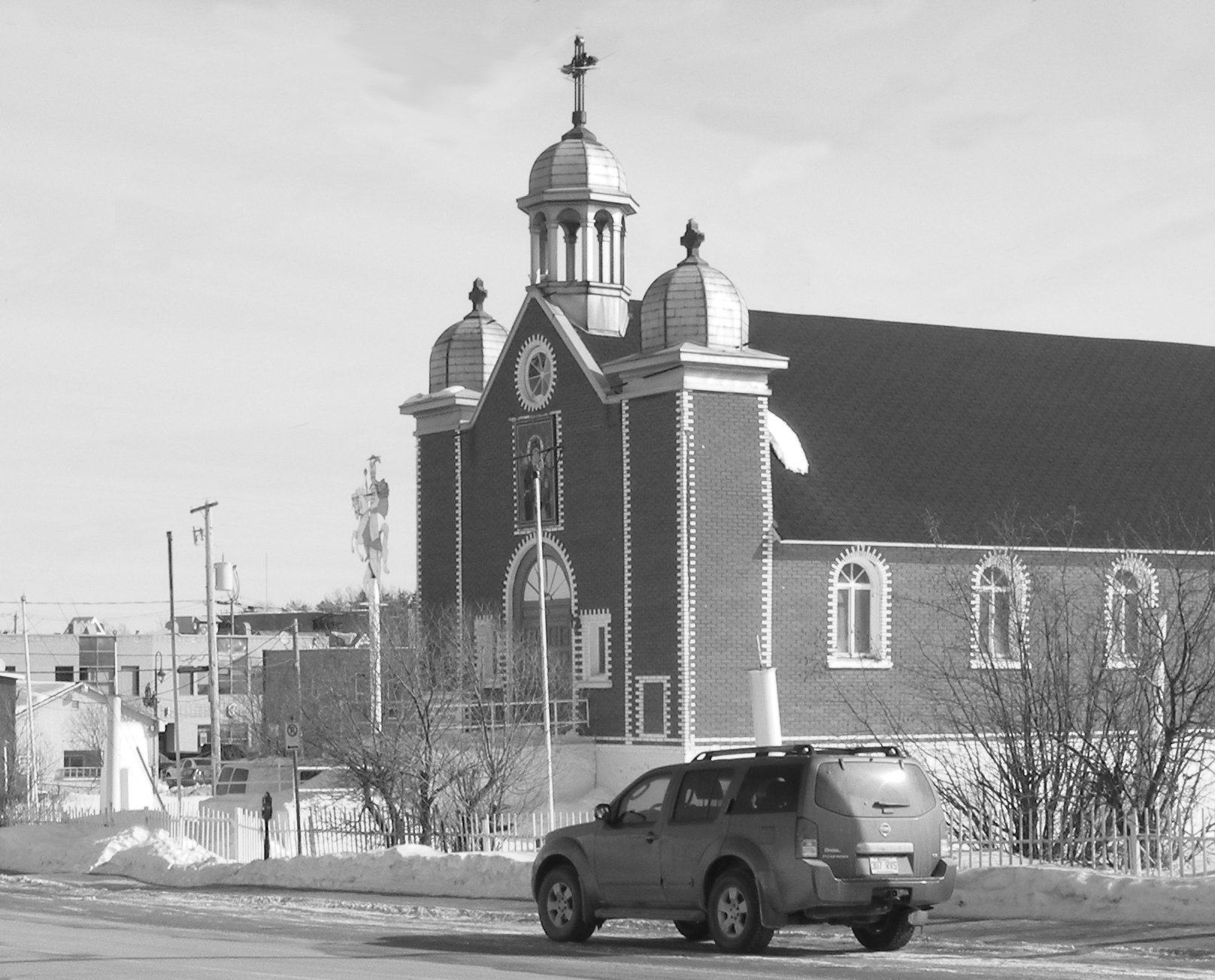
Украинская церковь в Валь-д’Ор

После Второй мировой войны в Абитиби возникла заметная украинская община. Новоприбывшие иммигранты с Украины находили работу на шахтах. Действовали украинская церковь, вечерняя украинская школа (где украинские дети учили родной язык) и даже маленькая радиостанция. Позже община уменьшилась: дети украинских иммигрантов выросли и переселились в южные регионы, в частности, в провинции Онтарио.